# Tadeusz Adamowski
Tadeusz „Ralf ”Adamowski (Lausanne, 1901. november 19. – New York, 1994. augusztus) svájci születésű lengyel jégkorongozó, olimpikon.
Az 1928. évi téli olimpiai játékokon játszott a jégkorongtornán a lengyel csapatban, mint csapatkapitány. A B csoportba kerültek, ahol rajtuk kívül csak kettő csapat volt. Első mérkőzésükön 2–2-es döntetlent játszottak a svédekkel, majd egy szoros mérkőzésen 3–2-re kikaptak a csehszlovák csapattól. A csoportban az utolsó helyen végeztek 1 ponttal. Összesítésben a 9. lettek. Adamowski két mérkőzésen játszott. A svédeknek és a csehszlovákoknak is gólt ütött.
Részt vett még 3 jégkorong-világbajnokságon. Az 1930-ason, az 1931-esen, az 1933-as jégkorong-világbajnokságon. Az 1931-es világbajnokság jégkorong-Európa-bajnokságnak is számított és így ezüstérmesek lettek
Klubcsapata az AZS Warszawa volt.